# Кларисса (телесериал, 1991—1994)
«Кларисса» (др. название «Кларисса знает всё», правильный перевод названия Кларисса все объяснит, англ. Clarissa Explains It All) — американский сериал для подростков Nickelodeon, повествующий о жизни обычной американской школьницы, роль которой исполнила Мелисса Джоан Харт.
Сериал транслировался в США в 1991—1994 годах, а русскоязычные зрители впервые увидели «Клариссу» в 1993 году на международной версии «Nickelodeon UK», позже в 1998 году после старта русской версии канала «Nickelodeon Russia», был снят с эфира в 2005 году. Повторный показ сериала состоялся в середине 2008 года на канале ТНТ. Планирует выходить на NickRewind Россия.
На главную роль в сериале продюсеры хотели найти самую обыкновенную девчонку, которая похожа на миллионы других, увлекается тем же, что и многие, и ведет себя так же. Мелисса была как раз такой — только плюс ко всему, она была артистичной и обладала даром заставлять зрителей смеяться. Так обычная девочка стала телезвездой, хотя с детства хотела быть балериной.
Помимо пилота, которая никогда не был показан в эфире, было снято 65 серий на протяжении 5 сезонов.

## Сюжет
Рассказ пойдёт о девочке Клариссе Дарлинг, и её семье. Она часто говорит с нами через камеру, объясняет что происходит в её жизни, от этого и происходит название сериала.

## В ролях

### Главные герои
Кларисса Дарлинг (Мелисса Джоан Харт) — обычная американская школьница. Кларисса свободомыслящий художник, творческий и интеллектуальный. Она любит всё осмыслить сама и найти свой собственный путь. Но в целом она ещё ребёнок, очень милый, но может становиться эгоистичной, мелочной и прямолинейной иногда, особенно, когда замешан Фергюсон.
В большинстве серий она мечтает получить права, точнее, пытается найти способ сесть за руль машины несмотря на свой юный возраст. По ходу сериала Кларисса взрослеет и машина становится менее важна для неё, чем романы с мальчиками, поиски самой себя, социальная ответственность и строительство планов на будущее, эти темы становятся доминирующими в сюжетной линии сериала.
В нескольких последних сериях Кларисса сильно увлекается журналистикой и выбирает её как свою будущую профессию, это отражается на последующих сериях.
Фергюсон Дарлинг (Джейсон Цимблер) — младший непослушный брат Клариссы, раздражающий маленький подхалим, который делает все, чтобы напакостить Клариссе, особенно в первых сериях.
Маршал Дарлинг (Джо О’Коннор) — отец Клариссы, спокойный, независимый человек, заботливый отец. Работает архитектором.
Джанет Дарлинг (Элизабет Хесс) — мать Клариссы, более чувственная, несколько странная, работает в местном детском музее;
Сэм Андерс (Шон О’Нил) — лучший друг Клариссы; он всегда входит в спальню Клариссы через окно с помощью лестницы.

### Второстепенные персонажи
- Клиффорд Сплинхарфер (Дэвид Ик)
- Хиллари (Сара Бёркхардт)
- Мисси (Шеннон Вудворд)